# 凯里尼亚
凯里尼亚（希臘語：Κερύνεια）位于塞浦路斯北部地中海沿岸，是凯里尼亚区的首府。
凯里尼亚被国际认可为是塞浦路斯共和国的一部分，但目前实际被北塞浦路斯土耳其共和国控制，人口以土耳其族为主。